# Esther Leão
Esther Leão (Lisboa, 31 de janeiro de 1892 - Rio de Janeiro, 26 de abril de 1971) foi uma atriz portuguesa naturalizada brasileira. Estudou em Paris, mas foi no Brasil que fixou residência. Morreu aos 79 anos.